# Grand-Goâve
Grand-Goâve (em crioulo, Grangwav ), é uma comuna do Haiti, situada no departamento do Oeste e no arrondissement de Léogâne. De acordo com o censo de 2003, sua população total é de 100.000 habitantes.